# Renault Safrane (1992)
Renault Safrane – samochód osobowy klasy wyższej produkowany pod francuską marką Renault w latach 1992 – 2000.

## Historia i opis modelu

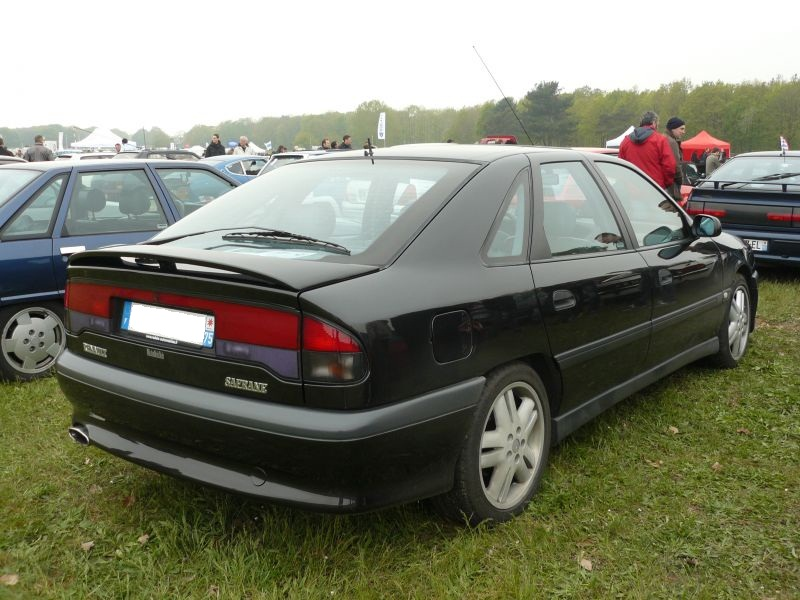
Renault Safrane - tył

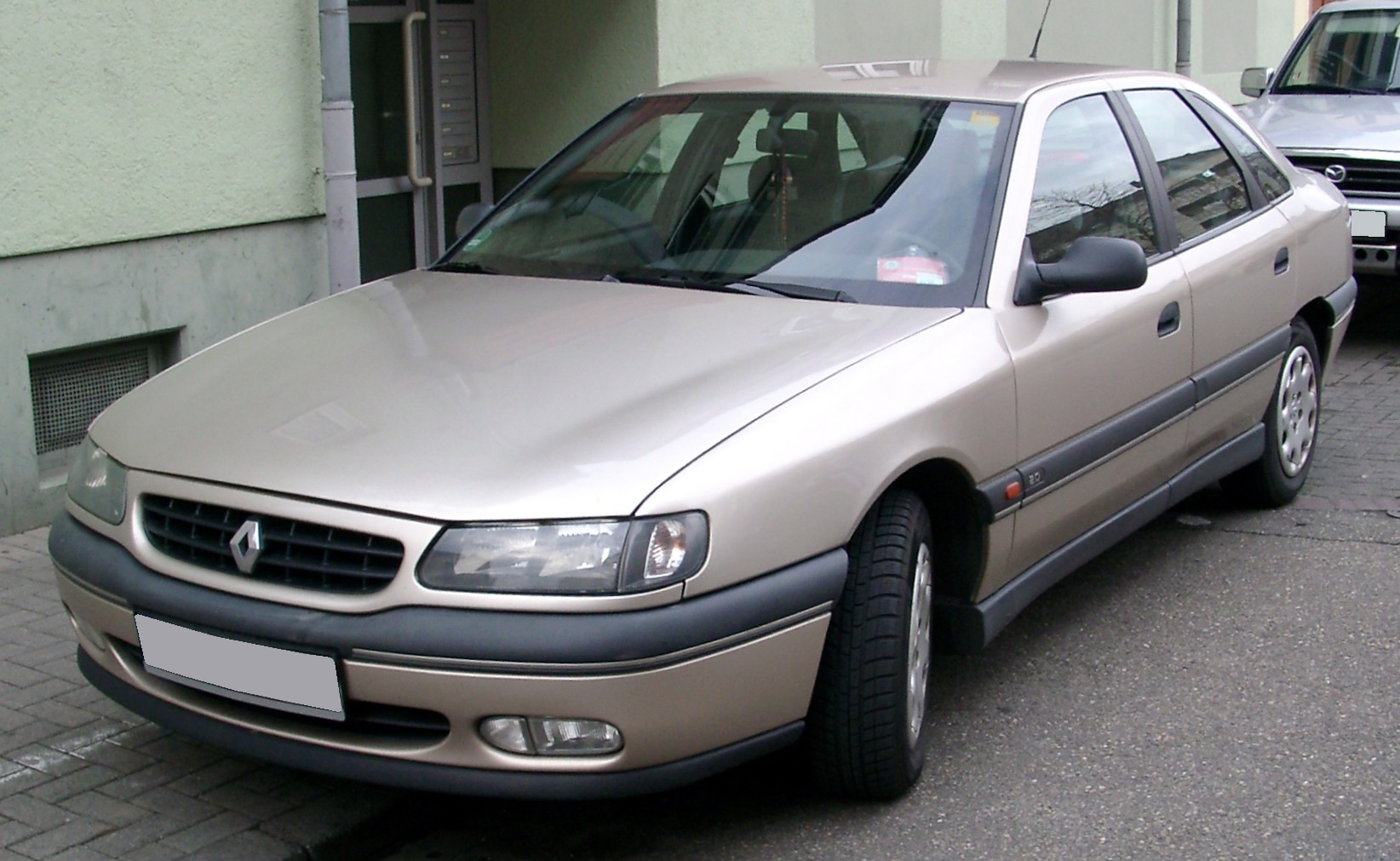
Renault Safrane po liftingu

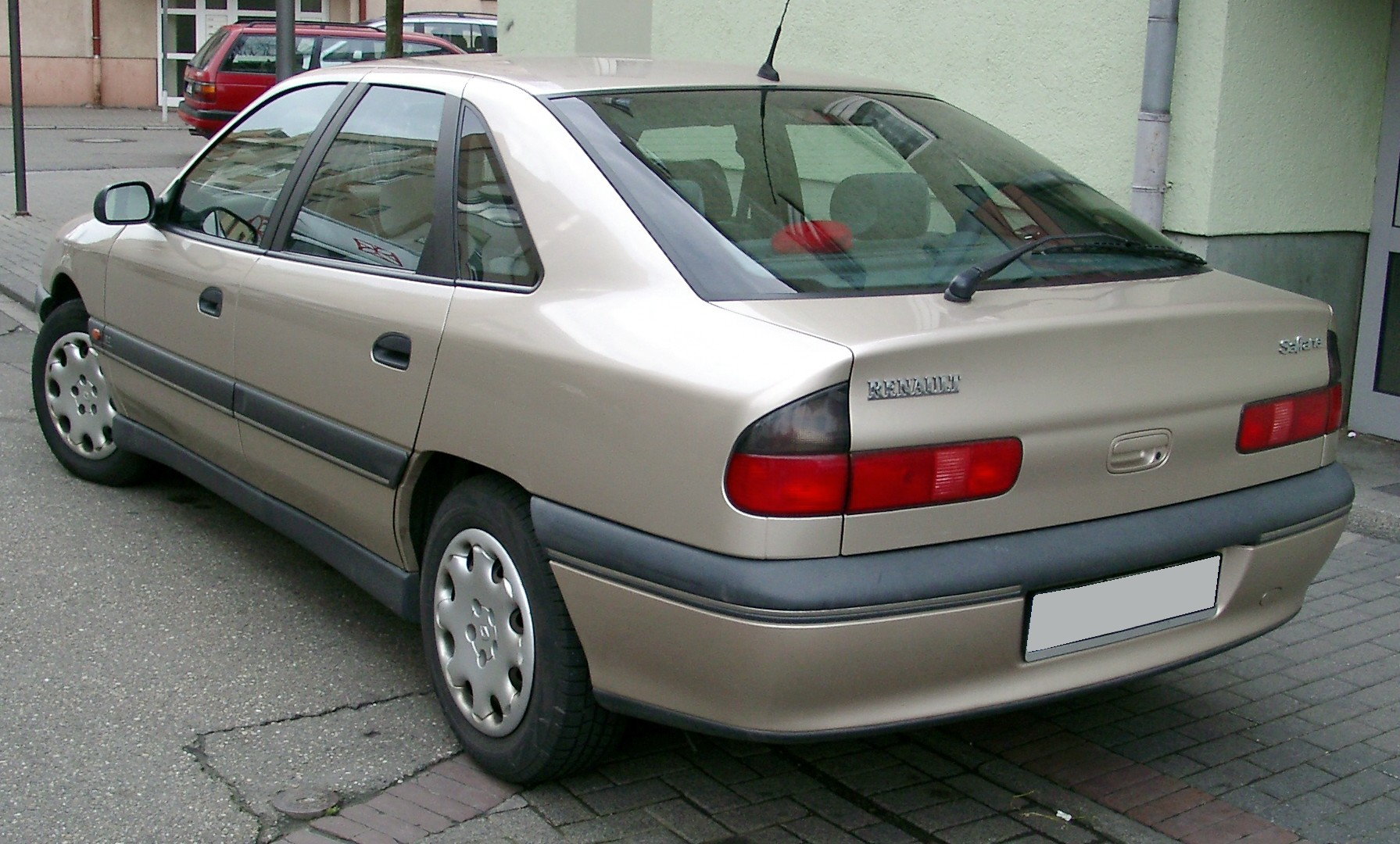
Renault Safrane - tył po liftingu

Renault Safrane zostało zaprezentowane na Międzynarodowym Salonie Samochodowym w Genewie w marcu 1992 roku. Podobnie jak poprzednik Renault 25, posiada pięciodrzwiowe nadwozie typu liftback. Mimo planów, nie wprowadzono do produkcji wersji kombi. Auto konkurowało w segmencie aut klasy średniej-wyższej z Audi 100/Audi A6, Mercedesem klasy E i BMW serii 5, jednak ze względu na brak nadwozia sedan, brak tradycji firmy Renault w tym segmencie i zbyt wysokie ceny, nie spotkało się, poza rodzimą Francją, ze zbyt dobrym przyjęciem i nie odniosło zakładanego sukcesu. W plebiscycie na Europejski Samochód Roku 1993 model zajął 3. pozycję (za Nissanem Micrą II i Fiatem Cinquecento).
Pierwsza wersja Safrane (Phase I) trafiła na rynek w czerwcu 1992 roku. Do napędu samochodów wykorzystano własne rzędowe jednostki napędowe, a także silnik V6 PRV (powstały przy współpracy firm PSA, Renault i Volvo). Silnik wysokoprężny 2.5 dT, to konstrukcja firmy Iveco (SOFIM).
Wersja Biturbo z napędem na cztery koła nazwanym Quadra i regulowanym, pneumatycznym zawieszeniem Boge, weszła do sprzedaży w listopadzie 1993 roku. Produkowana była w Remshalden w Niemczech.
Safrane było krytykowane za ograniczoną ilość miejsca nad głową dla pasażerów tylnej kanapy i małą liczbę schowków wewnątrz auta.

### Lifting
We wrześniu 1996 roku przeprowadzono głęboką modernizację Safrane (Phase II). Zmieniono wtedy tylną pokrywę bagażnika, światła tylne, zderzaki, reflektory, maskę silnika, oraz przeprojektowano niektóre detale wewnątrz (boczki drzwi, elementy deski rozdzielczej).  W stosunku do wersji pierwszej zrezygnowano z elektrycznej regulacji tylnej kanapy, elektrycznej regulacji kolumny kierownicy, gniazdek słuchawek dla pasażerów tylnej kanapy, zawieszenia aktywnego (elektropneumatyczne), wersji quadra (4x4) oraz wersji biturbo.
Na życzenie można było otrzymać zintegrowany system audionawigacyjny, ze zmieniarką CD i osobnym czytnikiem map. W wyższych wersjach wyposażeniowych montowano reflektory ksenonowe.
Po faceliftingu w 1996 roku zmodernizowano paletę silników. Benzynowe silniki rzędowe o pojemności 2.0 i 2.5 pochodziły z magazynów firmy Volvo (były jednak nieco zmodernizowane na potrzeby Renault). Jednostka 3.0 V6, to owoc współpracy firm PSA i Renault. Silnik 2.2 dT jest konstrukcji Renault. Przy okazji wprowadzenia nowej palety silników przekonstruowano także mechanizm zmiany biegów, który często był krytykowany w pierwszej wersji Safrane. Zastąpiono też nieudane automatyczne skrzynie biegów, pochodzące z koncernu Volkswagen, modelami produkcji japońskiej firmy Aisin Warner - tylko w modelu 2.5, w modelu 3.0 zastosowano niemieckie skrzynie ZF.
Łącznie wyprodukowano 312 799 egzemplarzy Renault Safrane.

### Wyposażenie
W zależności od wersji samochód mógł być wyposażony w ciekawe dodatki, takie jak np.
- podgrzewane, pompowane w 5 punktach fotele z elektryczną regulacją i pamięcią położenia (w niektórych modelach dodatkowo z poduszkami bocznymi)
- elektryczna tylna kanapa (tylko wersja pierwsza)
- dwustrefową klimatyzację elektroniczną
- ksenonowe reflektory
- skórzaną tapicerkę
- podwójna turbosprężarka (wersja Bi-Turbo 4x4)
- napęd na cztery koła z blokadą dyferencjału (na pierwszym i wstecznym biegu)
- komputer pokładowy z syntezą mowy
- elektropneumatycznie sterowane zawieszenie
- elektrycznie podgrzewana przednia szyba
- system audio ze zmieniarką CD i sześcioma głośnikami
- system nawigacji satelitarnej
- skórzana torba na garnitur podwieszana pod tylną półką.

### Wymiary nadwozia

#### Phase I
| Wersja  | Rodzaj nadwozia | Liczba drzwi | Pojemność bagażnika [dm³]                    | Długość [mm] | Szerokość [mm] | Wysokość [mm]  | Rozstaw osi [mm] |
| ------- | --------------- | ------------ | -------------------------------------------- | ------------ | -------------- | -------------- | ---------------- |
| Berline | liftback        | 5            | 480 445 Quadra (4x4) 425 Baccara 390 BiTurbo | 4734         | 1818           | 1443 (1448 V6) | 2764             |

#### Phase II
| Wersja  | Rodzaj nadwozia | Liczba drzwi | Pojemność bagażnika [dm³] | Długość [mm] | Szerokość [mm] | Wysokość [mm] | Rozstaw osi [mm] |
| ------- | --------------- | ------------ | ------------------------- | ------------ | -------------- | ------------- | ---------------- |
| Berline | liftback        | 5            | 455                       | 4768         | 1816           | 1435          | 2765             |

### Silniki

#### Phase I
- Benzynowe

| Silnik               | Pojemność skokowa [cm³] | Moc maksymalna [KM] ( [kW] ) przy obr./min | Maks. moment obrotowy [Nm] przy obr./min | Układ i liczba cylindrów | Układ rozrządu/ liczba zaworów | Przyspieszenie (s) 0-100 km/h | Prędkość maksymalna km/h | Spalanie (l/100km) 90km/h / 120km/h / miasto |
| -------------------- | ----------------------- | ------------------------------------------ | ---------------------------------------- | ------------------------ | ------------------------------ | ----------------------------- | ------------------------ | -------------------------------------------- |
| 2.0i 8V              | 1995                    | 105 (77)/5000                              | 155/2500                                 | R4                       | OHC/8                          | 12,5                          | 189                      | 6,8/8,4/11,3                                 |
| 2.0Si 12V            | 1995                    | 132 (97)/6000                              | 170/4500                                 | R4                       | OHC/12                         | 11,2                          | 203                      | 7,0/8,7/12,0                                 |
| 2.2i 8V              | 2165                    | 107 (79)/5000                              | 175/2500                                 | R4                       | OHC/8                          | 11,9                          | 189                      | 7,0/8,6/11,7                                 |
| 2.2Si 12V            | 2165                    | 137 (101)/5750                             | 182/4500                                 | R4                       | OHC/12                         | 10,6                          | 206                      | 7,0/8,7/12,2                                 |
| 2.2Si 12V Aut.       | 2165                    | 137 (101)/5750                             | 182/4500                                 | R4                       | OHC/12                         | 11,9                          | 196                      | 7,2/9,2/13,2                                 |
| 3.0 V6i              | 2963                    | 167 (123)/5500                             | 235/4500                                 | V6                       | OHC/12                         | 9,6                           | 220                      | 8,2/10,1/15,5                                |
| 3.0 V6i Aut.         | 2963                    | 167 (123)/5500                             | 235/4500                                 | V6                       | OHC/12                         | 10,2                          | 213                      | 8,2/10,2/17,1                                |
| 3.0 V6i Quadra (4x4) | 2963                    | 167 (123)/5500                             | 235/4500                                 | V6                       | OHC/12                         | 9,8                           | 214                      | 8,9/10,6/16,4                                |
| 3.0 BiTurbo (4x4)    | 2963                    | 262 (193)/5500 268 (197)/5500              | 365/2900 370/2500                        | V6                       | OHC/12                         | 7,6 7,2                       | 250*                     | 8,8/10,4/15,1                                |

- Diesla

| Silnik      | Pojemność skokowa [cm³] | Moc maksymalna [KM] ( [kW] ) przy obr./min | Maks. moment obrotowy [Nm] przy obr./min | Układ i liczba cylindrów | Układ rozrządu/ liczba zaworów | Przyspieszenie (s) 0-100 km/h | Prędkość maksymalna km/h | Spalanie (l/100km) 90km/h / 120km/h / miasto |
| ----------- | ----------------------- | ------------------------------------------ | ---------------------------------------- | ------------------------ | ------------------------------ | ----------------------------- | ------------------------ | -------------------------------------------- |
| 2.1 dT      | 2068                    | 88 (65)/4250                               | 187/2000                                 | R4                       | OHC/8                          | 14,9                          | 177                      | 5,2/6,9/8,7                                  |
| 2.5 dT      | 2500                    | 113 (83)/4000                              | 240/2000                                 | R4                       | OHC/8                          | 12,9                          | 195                      | 5,5/7,4/9,9                                  |
| 2.5 dT Aut. | 2500                    | 113 (83)/4000                              | 240/2000                                 | R4                       | OHC/8                          | 13,7                          | 190                      | 5,7/7,6/11,2                                 |

#### Phase II
- Benzynowe

| Silnik          | Pojemność skokowa [cm³] | Moc maksymalna [KM] ( [kW] ) przy obr./min | Maks. moment obrotowy [Nm] przy obr./min | Układ i liczba cylindrów | Układ rozrządu/ liczba zaworów | Przyspieszenie (s) 0-100 km/h | Prędkość maksymalna km/h | Spalanie (l/100km) miasto/trasa/średnio |
| --------------- | ----------------------- | ------------------------------------------ | ---------------------------------------- | ------------------------ | ------------------------------ | ----------------------------- | ------------------------ | --------------------------------------- |
| 2.0 16V         | 1948                    | 136 (100)/6000                             | 182/4500                                 | R4                       | DOHC/16                        | 10,5                          | 207                      | 12,7/7,1/9,1                            |
| 2.0 16V Aut.    | 1948                    | 136 (100)/6000                             | 182/4500                                 | R4                       | DOHC/16                        | 12,6                          | 200                      | 13,8/7,5/9,8                            |
| 2.5 20V         | 2435                    | 165 (121)/6000                             | 211/4600                                 | R5                       | DOHC/20                        | 9,1                           | 220                      | 14,8/7,6/10,3                           |
| 2.5 20V Aut.    | 2435                    | 165 (121)/6000                             | 211/4600                                 | R5                       | DOHC/20                        | 10,2                          | 215                      | 15,3/8,2/10,7                           |
| 3.0 V6 12V Aut. | 2963                    | 167 (123)/5500                             | 235/4500                                 | V6                       | OHC/12                         | 10,2                          | 210                      | 20,8/9,4/13,4                           |
| 2.9 V6 24V Aut. | 2946                    | 190 (140)/5750                             | 267/4500                                 | V6                       | DOHC/24                        | 9,5                           | 225                      | 16.7/8.7/11.6                           |

- Diesla

| Silnik | Pojemność skokowa [cm³] | Moc maksymalna [KM] ( [kW] ) przy obr./min | Maks. moment obrotowy [Nm] przy obr./min | Układ i liczba cylindrów | Układ rozrządu/ liczba zaworów | Przyspieszenie (s) 0-100 km/h | Prędkość maksymalna km/h | Spalanie (l/100km) miasto/trasa/średnio |
| ------ | ----------------------- | ------------------------------------------ | ---------------------------------------- | ------------------------ | ------------------------------ | ----------------------------- | ------------------------ | --------------------------------------- |
| 2.2 dT | 2188                    | 113 (83)/4300                              | 234/2000                                 | R4                       | OHC/12                         | 13,2                          | 192                      | 10,0/5,8/7,3                            |

### Wersje specjalne
- Dużo emocji budzi wersja Bi-Turbo z silnikiem 3.0 V6 o mocy 262 KM (w późniejszych rocznikach 268 KM) zaopatrzona w podwójną turbosprężarkę KKK 04 chłodzoną cieczą i olejem oraz stały układ napędowy typu 4x4 z blokadą mostu różnicowego na pierwszym i wstecznym biegu, a także regulowanym pneumatycznym zawieszeniem. Model ten dysponuje przyspieszeniem 7,2 s do 100 km/h i prędkością maksymalną nieograniczoną przez żaden układ elektroniczny (potrafi się rozpędzić do około 270 km/h).
- Przyspieszenie Safrane Biturbo
- Wersja Baccara oraz po faceliftingu Initiale oferują kompletne wyposażenie łącznie z mahoniowymi wstawkami na desce rozdzielczej i obszytą skórą deskę rozdzielczą. Również boki drzwi w tej wersji pokryte są skórą.
- Model Long Cours - firma Heuliez na bazie wersji BiTurbo opracowała propozycję wersji kombi modelu Safrane.